# 島原中央高等学校
島原中央高等学校（しまばらちゅうおうこうとうがっこう、英称：Shimabara Chuo High School）は、長崎県島原市船泊町にある私立高等学校である。学校法人有明学園が運営。

## 概観
1964年（昭和39年）に古瀬弥津治によって設立。島原半島で唯一の私立高等学校である。

### 教育方針
高い道徳的感情と人権・同和について真摯に捉える精神を涵養（かんよう）し、生徒指導に重点を置き、明るい知性と強固な意志とをもって積極的に行動し、自主的学習により各々独自の資質を伸ばし、誠意をもって社会に貢献するたくましい人材の育成を目的とする。

## 沿革
- 1964年（昭和39年） - 古瀬弥津治（初代校長）によって設立。
- 2009年（平成21年）- 女子制服を改定。
- 2011年（平成23年） - 商業科の募集を停止。
- 2013年（平成25年） - 商業科を廃止。

## 基礎データ

### 所在地
- 長崎県島原市船泊町3415

### アクセス
- 島原鉄道島原港駅より徒歩15分[2]
- 島鉄バス加津佐・有家・島原駅線または藤原線「中央高校前」バス停より徒歩1分

### 象徴
設置学科
- 普通科
  - 普通科は2年次より「アクティブコース」（進学・情報コミュニケーション）と「キャリアコース」（社会福祉・）の2コースに分かれる[3]。
  - かつては商業科もあったが、2013年（平成25年）3月をもって廃止となった。

校章
- 中央に「高」の文字（俗字体のはしご高）を置く。

校歌
- 作詞は古瀬称津治（初代校長）、作曲は実成勉による。

制服
- 男女ともにブレザー。男子はネクタイ、女子はリボンを着用。

## 学校行事
1学期
- 4月 - 宿泊研修
- 6月 - 長崎県高校総合体育大会
- 7月 - 野球選手権
- 8月 - カレッジインターンシップ（大学体験）

2学期
- 9月 - 体育祭
- 11月 - 文化祭
- 12月 - インターンシップ（職業体験）

3学期
- 2月 - 修学旅行、ボランティア活動

## 部活動
運動部
- 野球部 -  1986年夏（第68回）に出場
- 剣道部
- テニス部
- 卓球部

文化部
- インターアクトクラブ
- 家政部
- パソコン部
- 弁論部
- ゲーム部

## 出身者
- 生田裕之 - 元プロ野球選手
- 藤田宗一 -元プロ野球選手　元ワールド・ベースボール・クラシック日本代表
- 武藤幸司 -元プロ野球選手
- 松尾恵 - プロゴルファー
- 大場千亜妃 - タレント
- 椎葉剛 - プロ野球選手、阪神タイガース